# S.T.A.L.K.E.R.
S.T.A.L.K.E.R. ist eine Reihe von Survival-Horror-Ego-Shootern für Microsoft Windows. Die seit 2007 erscheinende Computerspielserie stammt vom ukrainischen Entwickler GSC Game World und erschien seither sowohl im Selbstverlag als auch bei verschiedenen Publishern.
S.T.A.L.K.E.R. spielt in der Sperrzone von Tschernobyl in der Ukraine, wo sich nach der Hintergrundgeschichte der Spielreihe im Jahr 2006 eine zweite Nuklearkatastrophe von Tschernobyl ereignete. Der Spieler schlüpft in die Rolle eines der titelgebenden „Stalker“, Menschen die das Sperrgebiet trotz der Gefahren erkunden.
Der erste Titel der Reihe erschien am 20. März 2007 mit Shadow of Chernobyl. In den beiden Folgejahren wurden am 29. August 2008 Clear Sky, ein Prequel zum ersten Spiel und am 2. Oktober 2009 Call of Pripyat, das die Geschehnisse nach Shadow of Chernobyl aufgreift, veröffentlicht. Alle drei Titel erschienen jeweils zuerst in der Ukraine und später auch übersetzt in Europa und Nordamerika. Im November 2024 wurde S.T.A.L.K.E.R. 2: Heart of Chornobyl veröffentlicht.

## Veröffentlichte Spiele
Originalspiele
- 2007: S.T.A.L.K.E.R.: Shadow of Chernobyl
- 2008: S.T.A.L.K.E.R.: Clear Sky
- 2009: S.T.A.L.K.E.R.: Call of Pripyat
- 2024: S.T.A.L.K.E.R. 2: Heart of Chornobyl

Neuauflagen
- 2025: S.T.A.L.K.E.R.: Shadow of Chornobyl - Enhanced Edition
- 2025: S.T.A.L.K.E.R.: Clear Sky - Enhanced Edition
- 2025: S.T.A.L.K.E.R.: Call of Prypiat - Enhanced Edition

## Romane

### In deutscher Sprache
- Claudia Kern, Bernd Frenz: S.T.A.L.K.E.R. – Shadow of Chernobyl: Todeszone. (Die offizielle Vorgeschichte zum Game). Band 1, Dino Verlag, 2005, ISBN 3-8332-1310-8.
- Bernd Frenz: S.T.A.L.K.E.R. – Shadow of Chernobyl: Inferno. (Der offizielle Roman zum Game). Band 2, Panini Verlag, 2007, ISBN 978-3-8332-1311-3.
- Bernd Frenz: S.T.A.L.K.E.R. – Shadow of Chernobyl: Apokalypse. Band 3, Panini Verlag, 2008, ISBN 978-3-8332-1740-1.
- Wasilij Orechow: S.T.A.L.K.E.R. – Shadow of Chernobyl: Zone der Verdammten. Band 4, Panini Verlag, 2008, ISBN 978-3-8332-1786-9.
- Aleksey Stepanow: S.T.A.L.K.E.R. – Shadow of Chernobyl: Deserteur. Band 5, Panini Verlag, 2009, ISBN 978-3-8332-1872-9.
- Aleksey Kalugin: S.T.A.L.K.E.R. – Shadow of Chernobyl: Tödliche Sümpfe. Band 6, Panini Verlag, 2009, ISBN 978-3-8332-1928-3.
- Wasilij Orechow: S.T.A.L.K.E.R. – Shadow of Chernobyl: Im Kreuzfeuer. Band 7, Panini Verlag, 2010, ISBN 978-3-8332-2056-2.
- Aleksej Kalugin: S.T.A.L.K.E.R. – Shadow of Chernobyl: Bis zum bitteren Ende. Band 8, Panini Verlag, 2010, ISBN 978-3-8332-2057-9.

### Nicht übersetzt
- John Mason: S.T.A.L.K.E.R. – Southern Comfort. CreateSpace Verlag, 2011, ISBN 978-1-4662-2072-0.
- Balász Pataki: S.T.A.L.K.E.R. – Northern Passage. CreateSpace Verlag, 2012, ISBN 978-1-4664-7339-3.

## Rezeption
| Jahr | Titel                               | Metacritic |
| ---- | ----------------------------------- | ---------- |
| 2007 | S.T.A.L.K.E.R.: Shadow of Chernobyl | 82/100     |
| 2008 | S.T.A.L.K.E.R.: Clear Sky           | 75/100     |
| 2009 | S.T.A.L.K.E.R.: Call of Pripyat     | 80/100     |

Laut Wertungsaggregator Metacritic erhielten alle drei Spiele „im Allgemeinen positive Bewertungen“ der Computerspielpresse und erzielten Gesamtwertungen zwischen 75 und 82 von 100 Punkten auf Basis von insgesamt über 130 Testurteilen.
Im August 2022 berichtete Hersteller GSC Game World von insgesamt über 15 Millionen abgesetzten Spielen der Marke.